# 瓦尔迪维泽
瓦尔迪维泽（義大利語：Val di Vizze），或译为维泽谷，是意大利博尔扎诺-上阿迪杰自治省的一个市镇。总面积142平方公里，人口2721人，人口密度19.2人/平方公里（2009年）。ISTAT代码为021107。